# Landstede Basketbal
O Landstede Basketball é um clube profissional de basquetebol sediado na cidade de Zwolle, Overissel, Países Baixos que atualmente disputa a Liga BNXT. Foi fundado em 1995 e manda seus jogos na Landstede Sportcentrum que possui capacidade de 1.200 espectadores.

## Temporada por Temporada
| Temporada | Divisão | Liga       | Pos. | Posição Final    | Copa dos Países Baixos |
| --------- | ------- | ---------- | ---- | ---------------- | ---------------------- |
| 1995–96   | 1       | Eredivisie | 8    | Quartas de Final |                        |
| 1996–97   | 1       | Eredivisie | 7    | Quartas de Final |                        |
| 1997–98   | 1       | Eredivisie | 7    | Quartas de Final |                        |
| 1998–99   | 1       | Eredivisie | 8    | Quartas de Final |                        |
| 1999–00   | 1       | Eredivisie | 4    | Semifinalista    |                        |
| 2000–01   | 1       | Eredivisie | 11   | –                |                        |
| 2001–02   | 1       | Eredivisie | 5    | Semifinalista    |                        |
| 2002–03   | 1       | Eredivisie | 8    | Quartas de Final |                        |
| 2003–04   | 1       | Eredivisie | 5    | Quartas de Final |                        |
| 2004–05   | 1       | Eredivisie | 5    | Finalista        | Finalista              |
| 2005–06   | 1       | Eredivisie | 5    | Quartas de Final |                        |
| 2006–07   | 1       | Eredivisie | 10   | –                |                        |
| 2007–08   | 1       | Eredivisie | 7    | Quartas de Final |                        |
| 2008–09   | 1       | Eredivisie | 9    | –                |                        |
| 2009–10   | 1       | Eredivisie | 9    | –                |                        |
| 2010–11   | 1       | DBL        | 9    | –                | Quarta Fase            |
| 2011–12   | 1       | DBL        | 5    | Semifinalista    | Semifinalista          |
| 2012–13   | 1       | DBL        | 5    | Quartas de Final | Finalista              |
| 2013–14   | 1       | DBL        | 5    | Quartas de Final | Quartas de Final       |
| 2014-15   | 1       | DBL        | 4    | Semifinais       | Semifinais             |
| 2015-16   | 1       | DBL        | 1    | Finalista        | Semifinais             |
| 2016-17   | 1       | DBL        | 2    | Finalista        | Finalista              |
| 2017-18   | 1       | DBL        | 2    | Semifinais       | Semifinais             |
| 2018-19   | 1       | DBL        | 2    | Campeão          | Finalista              |